# Herveo
Herveo est une ville et une municipalité de Colombie située dans le département de Tolima, au centre du pays. Le volcan Nevado del Ruiz, situé 30 km au sud-ouest de la ville, est parfois surnommé Mesa de Herveo (« la table de Herveo »).